# Benedict (Dakota del Norte)
Benedict es una ciudad ubicada en el condado de McLean en el estado estadounidense de Dakota del Norte. En el censo de 2010 tenía una población de 66 habitantes y una densidad poblacional de 102,75 personas por km².

## Geografía
Benedict se encuentra ubicada en las coordenadas 47°49′49″N 101°5′4″O / 47.83028, -101.08444. Según la Oficina del Censo de los Estados Unidos, Benedict tiene una superficie total de 0.64 km², de la cual 0.64 km² corresponden a tierra firme y (0%) 0 km² es agua.

## Demografía
Según el censo de 2010, había 66 personas residiendo en Benedict. La densidad de población era de 102,75 hab./km². De los 66 habitantes, Benedict estaba compuesto por el 95.45% blancos, el 1.52% eran afroamericanos, el 0% eran amerindios, el 0% eran asiáticos, el 0% eran isleños del Pacífico, el 0% eran de otras razas y el 3.03% pertenecían a dos o más razas. Del total de la población el 3.03% eran hispanos o latinos de cualquier raza.